# Anathallis gert-hatschbachii
Anathallis gert-hatschbachii är en orkidéart som först beskrevs av Frederico Carlos Hoehne, och fick sitt nu gällande namn av Alec M. Pridgeon och Mark W. Chase. Anathallis gert-hatschbachii ingår i släktet Anathallis och familjen orkidéer. Inga underarter finns listade i Catalogue of Life.